# Final Fantasy Crystal Chronicles (серия игр)
Final Fantasy Crystal Chronicles (яп. ファイナルファンタジー クリスタルクロニクル файнару фантадзи: курисутару куроникуру) — серия японских ролевых игр, разрабатываемых компанией Square Enix и выпускаемых с 2003 года совместно с Nintendo. Руководителем во всех случаях выступает геймдизайнер Акитоси Кавадзу, ранее занимавшийся созданием игр серии SaGa. На данный момент серия насчитывает шесть полноценных частей для различных стационарных и портативных консолей, одну браузерную игру, а также основанную на них мангу из нескольких томов.
Кроме названия, все игры объединены одним безымянным миром, населённом четырьмя фентэзийными расами. Несмотря на единый сеттинг, события разных частей происходят в разные временные периоды.
Примечательно, что серия стала первым с 1994 года сотрудничеством компаний Square Enix и Nintendo, поэтому разработчики решили выделить её из остальной линейки Final Fantasy, создать нечто принципиально новое. Дизайнером персонажей неизменно выступает художник Тосиюки Итахана, музыку обычно пишет композитор Куми Таниока, лишь в последней части она уступила эту роль Хидэнори Ивасаки. Также одну из композиций Final Fantasy Crystal Chronicles: Ring of Fates сочинил легендарный Нобуо Уэмацу.

## Список игр
- Final Fantasy Crystal Chronicles (GameCube) (2003)
- Final Fantasy Crystal Chronicles: Ring of Fates (Nintendo DS) (2007)
- Final Fantasy Crystal Chronicles: My Life as a King (WiiWare) (2008)
- Final Fantasy Crystal Chronicles: Echoes of Time (Nintendo DS, Wii) (2009)
- Final Fantasy Crystal Chronicles: My Life as a Darklord (WiiWare) (2009)
- Final Fantasy Crystal Chronicles: The Crystal Bearers (Wii) (2009)